# Salvatore Cordileone
Salvatore Joseph Cordileone, född 5 juni 1956 i San Diego, är en amerikansk romersk-katolsk ärkebiskop. Han är sedan 2012 ärkebiskop av San Francisco.

## Biografi
Salvatore Cordileone studerade först vid San Diegos universitet och senare vid Påvliga universitetet Gregoriana i Rom, där han 1981 avlade examen i teologi. Han prästvigdes 1982. År 1985 återvände han till Gregoriana, där han 1989 blev doktor i kanonisk rätt.
I juli 2002 utnämndes Cordileone till hjälpbiskop av San Diego och titulärbiskop av Natchesium och vigdes den 21 augusti samma år av biskop Robert Brom. Biskop Brom assisterades vid detta tillfälle av biskop, sedermera kardinal, Raymond Leo Burke och biskop Gilbert Espinosa Chávez. I maj 2009 installerades Cordileone som biskop av Oakland och tre år senare, år 2012, installerades han som ärkebiskop av San Francisco.

## Bilder
| - Ärkebiskop Salvatore Cordileones vapen. |